# ツール・ド・フランス1998
ツール・ド・フランス1998（フランス語: Tour de France 1998）は、ツール・ド・フランスとしては85回目の大会。1998年7月11日から8月2日まで、全21ステージで行われた。この年はドーピングスキャンダルが吹き荒れ、完走が二桁の96人という異様な大会となった。

## みどころ
前年の大会中に新鋭ヤン・ウルリッヒとベテランのビャルヌ・リースのエース交代劇があったが、今大会でもチーム内のライバル関係に注目が集まる。一方、風洞実験を繰り返し苦手の個人タイムトライアルを克服したと豪語する前年2位の山岳王リシャール・ヴィランクがどこまでウルリッヒを追い詰めるか、ジロ・デ・イタリアで悲願の初優勝を果たした前年3位のマルコ・パンターニが本人も不安視するようにジロの疲労からどれだけ回復し、山岳で暴れられるかに期待がかかる。

## 今大会の概要
今大会では開幕前から暗雲が垂れ込めた。ベルギー国境の税関でフェスティナチームの車両から大量の禁止薬物が押収され、介添人が拘束。ルッセル監督も連日の取調べを受けることになり (いわゆるフェスティナ事件) 、フェスティナチームは疑惑の目が注がれることとなる。
プロローグでは「ミスタープロローグ」のクリス・ボードマンが順当に勝利し3度目の勝利を果たした。第1ステージでは前年のゴールスプリント時の暴力行為で一発退場処分を受けたトム・ステールスが雪辱の勝利。これを皮切りに序盤はスプリンターの激しい区間優勝争いとなり、スヴォラダ、ブライレーヴェンス等のスプリント強者が順当に勝利を挙げた。マリオ・チポリーニも度重なる落車に遭いながらも第5、第6ステージの2区間連続で勝利し面目を保った。通常、総合優勝を狙う有力選手は落車の巻き添えやアタックにより分裂した集団の後方に取り残されるリスクを避けるために常に集団の前方に位置しているが、パンターニはここまで連日のように集団の最後尾でゴールし、リスクを冒しながらも体力の消耗を避ける選択を取った。
第6ステージ終了後に激震が走った。連日の薬物疑惑に揺れるフェスティナチームが主催者から除外通告を受けて棄権を発表。ビランクは号泣しながら記者会見場を後にした。これにより、優勝候補のビランク、アレックス・ツェーレ、世界チャンピオンのローラン・ブロシャールらの強者が一度に姿を消すという異例の事態となった。
第7ステージはウルリッヒが予想通りの圧勝でマイヨ・ジョーヌを獲得。前年ツールの個人タイムトライアルで1勝し総合4位と健闘したアブラハム・オラーノは不調で2分遅れの6位と惨敗、パンターニも苦手のタイムトライアルで4分以上のタイムロス。この時点でウルリッヒの総合優勝は早くも決まったかと思われた。
第8ステージでは熱血漢ジャッキー・デュランが逃げ切り勝ちを収めるが、この逃げに乗ったデビアンがマイヨの奪取に成功した。
最初の山場となるピレネーに入る第10ステージ。上りに強いロドルフォ・マッシ、94年ツールで総合7位のアルベルト・エッリと前年大活躍した逃げ屋のセドリック・ヴァッスールが長距離の逃げを敢行。終盤パンターニの猛追撃を受けるもマッシはこれを凌ぎ切り区間優勝、山岳ポイントも総なめにして一躍スターの仲間入りを果たした。一方前年6位と健闘したフランチェスコ・カーサグランデは集団落車の巻き添えを食って負傷しステージ途中でリタイアした。
第11ステージではローランド・マイアーが豪快な単騎逃げを見せるが、最後の上りで凄まじいアタックを見せたパンターニに区間優勝は浚われてしまった。ウルリッヒは監督にも批判される無駄な追撃で終盤息切れを起こし、第9ステージと併せて2分以上のタイムをパンターニから削られてしまった。一方リースはトップ集団から大きく遅れ、テレコムチーム内の序列はこれで大勢が決定した。
第12ステージでは薬物疑惑に対する連日の捜査とマスコミの取材攻勢に憤った選手が遂に実力行使に出た。世界ランキング一位に君臨するローラン・ジャラベールがストライキを煽動、レースディレクターの説得によりレースは再開されたが、これまでとは明らかに異なる一触即発の事態に陥っていることが誰の目にも明らかになった。
最大の山場となるアルプスの第15ステージ、悪天候を衝いて数人のクライマーが次々にアタックを仕掛け、ガリビエ峠への上りでパンターニもこれに合流した。パンターニにとって幸運だったのは、逃げ集団の全員の利害が一致したことだった。逃げを構成したのは山岳ポイントで暫定トップのマッシ、ケルメのエースで前年5位のフェルナンド・エスカルティンとそのアシストのマルコス・セラーノ、バネスト期待のエースホセ・マリア・ヒメネス、そして後方にいるエースのボビー・ジュリックの為にウルリッヒを少しでも消耗させたいクリストフ・リネロというこれ以上無い絶好のメンバーであった。逃げ集団はチームタイムトライアルのように息のあった走りを見せ、パンターニは最後の上りでこれらのライバルも叩き落し圧勝した。一方のウルリッヒは豪雨の中ガリビエ峠の下りで雨具を着用しないまま逃げ集団の追跡を強行。完全に体を冷やしてしまい、パンクに見舞われたことで先頭集団から遅れると、最後の登りで繰り返されるライバルのアタックに対応できない状況に陥ってしまった。第7ステージでウルリッヒ、ハミルトンに次ぐ好成績を挙げ総合2位につけるジュリックはこの変調を見逃さずアタックを敢行、これに加わったマイケル・ボーヘルトと共にウルリッヒを置き去りにしてゴール。一方のウルリッヒはパンターニから9分近く遅れこのステージ25位と沈没。このステージ終了時点でパンターニが首位、ジュリックが2位を保持、エスカルティンが3位に上昇、ウルリッヒは4位に転落するという大波乱のステージとなった。
第16ステージでは雪辱に燃えるウルリッヒがマドレーヌ峠でアタックを成功させ区間優勝、再び3位に上昇した。パンターニだけがこれを逃がさずに徹底マークしたが、他の有力選手はついていくことはできなかった。
第17ステージでは再び選手と主催者の紛争が勃発した。前日にTVMチームの選手が警察により徹夜の取調べを受け、一睡もしていないことから他チームの選手はこのステージ続行はアンフェアと判断。全員ゼッケンを外しTVMチームの選手を先行させて後方から超スローペースで従うという抗議のデモ走行となった。最初にストライキを煽動したジャラベールはこれ以上のレース続行は無益として、こうした警察の対応が続く限りフランスで行われるレースには一切出場しないと抗議の声明を発してオンセチーム丸ごとレースを撤退してしまった。バネスト、ケルメ、ビタリシオセグロスなどのスペイン本拠のチームとリゾスコッティもこれに同調し第17ステージ途中で撤退するか第18ステージスタート前に棄権。これにより総合4位につけていたエスカルティンもレースを去ってしまった。TVMチームも第19ステージで全員が棄権したが、騒ぎはこれで収まらなかった。山岳賞のトップにいたマッシに逮捕状が執行され、宿泊先の部屋から覚醒剤が押収されるという超弩級のスキャンダルが発生。これにより山岳賞はリネロの手に移るが、リネロは第18ステージの表彰台に於いて山岳賞ジャージの着用儀礼を拒否した（その後のステージでは着用している）。
最後の勝負所となる第20ステージの個人タイムトライアルではウルリッヒが順当に区間優勝したが、注目は個人タイムトライアルを大の苦手とし、この種目で毎回優勝圏から去ってしまうパンターニがどれだけタイムを失わずに済むかという一点であった。ところがパンターニはトップのウルリッヒから2分35秒遅れの3位という予想外の健闘を見せて再逆転を許さず、総合優勝を決定づけた。
第21ステージではステールスが例年より大幅に少なくなった集団でスプリントを制し一大会区間4勝を達成。ジャンポール・ファン・ポッペル以来10年振りとなる快挙を成し遂げた。一方、エリック・ツァベルは3年連続となるポイント賞を獲得したものの、総合優勝を最優先するチームの方針からアシストを受けられず、区間優勝はゼロに終わった。
2013年、この1998年大会の出場選手のドーピング検査用サンプルを最新の技術で再検査した結果、総合1位パンターニ、2位ウルリッヒ、ポイント賞のツァベルの他、ジャラベールを含む18名から禁止薬物であるエリスロポエチン(EPO)が検出され、総合3位ジュリックを含む12名はEPOの使用が「疑わしい」と判定された。

## 各区間の優勝者と総合首位者
| 区間   | 日   | 行程                                              | km           | 区間優勝                     | 総合首位                 |
| ------ | ---- | ------------------------------------------------- | ------------ | ---------------------------- | ------------------------ |
| Pro．  | 7/11 | ダブリン (愛)                                     | 5.5 (個人TT) | クリス・ボードマン           | クリス・ボードマン       |
| 1      | 7/12 | ダブリン(愛) - ダブリン(愛)                       | 180.5        | トム・ステールス             | クリス・ボードマン       |
| 2      | 7/13 | エニスコーシー (愛) - コーク (愛)                 | 205.5        | ヤン・スヴォラダ             | エリック・ツァベル       |
| 3      | 7/14 | ロスコフ - ロリアン                               | 169          | イエンス・ヘップナー         | ボー・ハンブルガー       |
| 4      | 7/15 | プルエ - ショレ                                   | 252          | イェロン・ブライレーヴェンス | スチュアート・オグレディ |
| 5      | 7/16 | ショレ - シャトールー                             | 228.5        | マリオ・チポリーニ           | スチュアート・オグレディ |
| 6      | 7/17 | ラ・シャトレ - ブリーヴ＝ラ＝ガイヤルド           | 204.5        | マリオ・チポリーニ           | スチュアート・オグレディ |
| 7      | 7/18 | メリニャック＝デグリース - コレーズ               | 58 (個人TT)  | ヤン・ウルリッヒ             | ヤン・ウルリッヒ         |
| 8      | 7/19 | ブリーヴ＝ラ＝ガイヤルド - モントーバン           | 190.5        | ジャッキー・デュラン         | ローレン・デビアン       |
| 9      | 7/20 | モントーバン - ポー                               | 210          | レオン・ファンボン           | ローレン・デビアン       |
| 10     | 7/21 | ポー - リュション                                 | 196.5        | ロドルフォ・マッシ           | ヤン・ウルリッヒ         |
| 11     | 7/22 | リュション - プラトー・ド・ベイユ                 | 170          | マルコ・パンターニ           | ヤン・ウルリッヒ         |
| 休息日 |      |                                                   |              |                              |                          |
| 12     | 7/24 | タラスコン＝シュル＝アリエージュ - キャプ・ダグド | 222          | トム・ステールス             | ヤン・ウルリッヒ         |
| 13     | 7/25 | フロンティニャン - カルパントラ                   | 196          | ダニエーレ・ナルデッロ       | ヤン・ウルリッヒ         |
| 14     | 7/26 | ヴァルレアス - グルノーブル                       | 186.5        | スチュアート・オグレディ     | ヤン・ウルリッヒ         |
| 15     | 7/27 | グルノーブル - レ・ドゥー・アルプ                 | 189          | マルコ・パンターニ           | マルコ・パンターニ       |
| 16     | 7/28 | ヴィジル - アルベールヴィル                       | 204          | ヤン・ウルリッヒ             | マルコ・パンターニ       |
| 17     | 7/29 | アルベールヴィル - エクス＝レ＝バン               | 149          | レース中止                   | マルコ・パンターニ       |
| 18     | 7/30 | エクス＝レ＝バン - ヌーシャテル (瑞)              | 218.5        | トム・ステールス             | マルコ・パンターニ       |
| 19     | 7/31 | ラ・ショー＝ド＝フォン (瑞) - オータン            | 242          | マニュス・バクステット       | マルコ・パンターニ       |
| 20     | 8/1  | モンソー・レ・ミーヌ - ル＝クルーゾ               | 52 (個人TT)  | ヤン・ウルリッヒ             | マルコ・パンターニ       |
| 21     | 8/2  | ムラン - パリ                                     | 147.5        | トム・ステールス             | マルコ・パンターニ       |

## 成績

### 総合成績
| 順位 | 選手名                     | 国籍           | チーム             | 時間（時間:分:秒） |
| ---- | -------------------------- | -------------- | ------------------ | ------------------ |
| 1    | マルコ・パンターニ         | イタリア       | メルカトーネ・ウノ | 92:49:46           |
| 2    | ヤン・ウルリッヒ           | ドイツ         | ドイチェ・テレコム | +3:21              |
| 3    | ボビー・ジュリック         | アメリカ合衆国 | コフィディス       | +4:08              |
| 4    | クリストフ・リネロ         | フランス       | コフィディス       | +9:16              |
| 5    | ミハエル・ボーヘルト       | オランダ       | ラボバンク         | +11:26             |
| 6    | ジャンシリル・ロバン       | フランス       | USポスタルサービス | +14:57             |
| 7    | ローランド・マイエル       | スイス         | コフィディス       | +15:13             |
| 8    | ダニエーレ・ナルデッロ     | イタリア       | マペイ             | +16:07             |
| 9    | ジュゼッペ・ディグランデ   | イタリア       | マペイ             | +17:35             |
| 10   | アクセル・メルクス         | ベルギー       | ポルティ           | +17:39             |
| 11   | ビャルヌ・リース           | デンマーク     |                    | +19:10             |
| 12   | ダリウス・バラノフスキー   | ポーランド     |                    | +19:58             |
| 13   | ステファーヌ・オーロ       | フランス       |                    | +20:57             |
| 14   | レオナルド・ピエポリ       | イタリア       |                    | +22:45             |
| 15   | ボー・ハンブルガー         | デンマーク     |                    | +26:39             |
| 16   | クルト・バンデヴォーヴェル | ベルギー       |                    | +27:20             |
| 17   | ケヴィン・リビングストン   | アメリカ合衆国 |                    | +34:30             |
| 18   | ヨーク・ヤクシェ           | ドイツ         |                    | +35:41             |
| 19   | ペーター・ファラザイン     | ベルギー       |                    | +36:10             |
| 20   | アンドレイ・テテリオーク   | カザフスタン   |                    | +36:10             |

### 各部門賞結果
| 第85回 ツール・ド・フランス 1998 |                          |                 |
| 全行程                           | 21区間、3877km           | 21区間、3877km  |
| 総合優勝                         | マルコ・パンターニ       | 92時間49分46秒  |
| 2位                              | ヤン・ウルリッヒ         | +3分21秒        |
| 3位                              | ボビー・ジュリック       | +4分08秒        |
| 4位                              | クリストフ・リネロ       | +9分16秒        |
| 5位                              | ミハエル・ボーヘルト     | +11分26秒       |
| ポイント賞                       | エリック・ツァベル       | 327ポイント     |
| 2位                              | スチュアート・オグレディ | 230ポイント     |
| 3位                              | トム・ステールス         | 221ポイント     |
| 山岳賞                           | クリストフ・リネロ       | 200ポイント     |
| 2位                              | マルコ・パンターニ       | 175ポイント     |
| 3位                              | アルベルト・エッリ       | 165ポイント     |
| 新人賞                           | ヤン・ウルリッヒ         | 92時間53分07秒  |
| 2位                              | クリストフ・リネロ       | +5分55秒        |
| 3位                              | ジュゼッペ・ディグランデ | +14分14秒       |
| チーム優勝                       | コフィディス             | 267時間16分10秒 |
| 2位                              | カジノ                   | +29分09秒       |
| 3位                              | USポスタルサービス       | +41分40秒       |